# Czaniec
Czaniec (deutsch Tschanietz) ist eine Ortschaft mit einem Schulzenamt der Gemeinde Porąbka im Powiat Bielski der Woiwodschaft Schlesien in Polen.

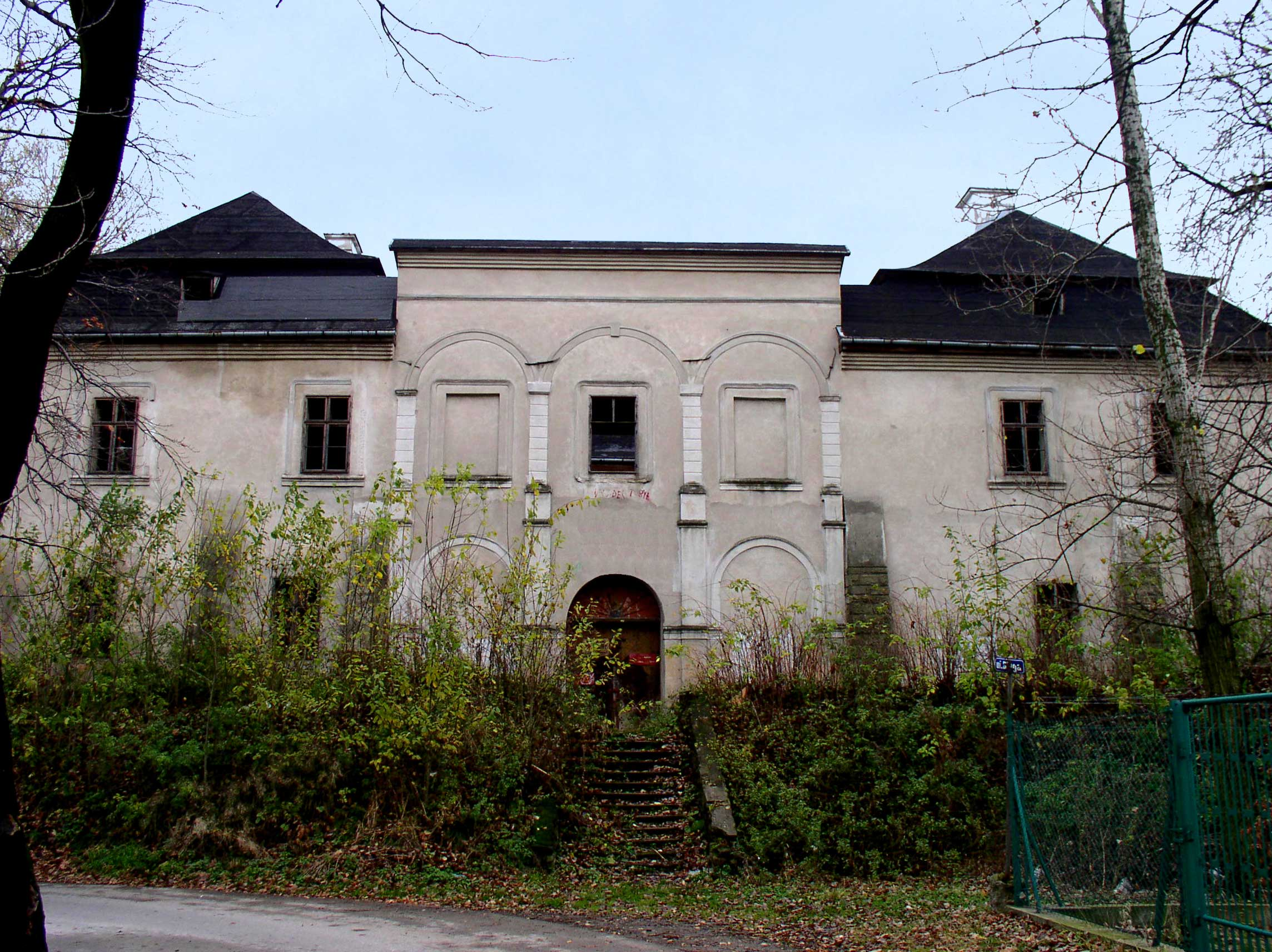
Schloss

## Geographie
Czaniec liegt im Schlesischen Vorgebirge (Pogórze Śląskie) am rechten Ufer der Soła, etwa 15 km östlich von Bielsko-Biała und 50 km südlich von Katowice im Powiat (Kreis) Bielsko-Biała.
Nachbarorte sind die Stadt Kęty im Nordwesten, Bulowice im Norden, Roczyny im Osten, Porąbka im Süden und Südwesten sowie Kobiernice im Westen.

## Geschichte
Die erste urkundliche Erwähnung des Ortes als Czanec bzw. Čeněc (tschechische Schreibweise) war im Jahre 1440. Später folgten (1441) und Czanyecz (1445). Der Name ist vom Personennamen *Czan (vergleiche tschechisch Čanek oder den Appellativ czanka – Stange der Kandare) mit dem Suffix -ec abgeleitet.
Politisch gehörte das Dorf ursprünglich zum Herzogtum Auschwitz unter der Lehnsherrschaft des Königreichs Böhmen. Im Jahr 1457 wurde das Herzogtum mit Czanyecz vom polnischen König abgekauft. Im Jahre 1470 hatte das Dorf nach Jan Długosz eine römisch-katholische Kirche. 1564 wurde Czaniec als Teil des neuen Kreises Schlesien der Woiwodschaft Krakau an das Königreich Polen, ab 1569 die polnisch-litauischen Adelsrepublik, völlig inkorporiert.
Bei der Ersten Teilung Polens kam Czaniec 1772 zum neuen Königreich Galizien und Lodomerien des habsburgischen Kaiserreichs (ab 1804). Ab 1782 gehörte das Dorf zum Myslenicer Kreis (1819 mit dem Sitz in Wadowice). Nach der Aufhebung der Patrimonialherrschaften bildete es ab 1850 eine Gemeinde im Bezirk Biała und Gerichtsbezirk Kęty. In der ersten Hälfte des 19. Jahrhunderts wurde eine Papierfabrik von den Teschener Habsburgern in Czaniec gegründet, die 1888 an die Familie Fijałkowski verkauft wurde.
1918, nach dem Ende des Ersten Weltkriegs und dem Zusammenbruch der k.u.k. Monarchie, kam Czaniec zu Polen. Unterbrochen wurde dies nur durch die Besetzung Polens durch die Wehrmacht im Zweiten Weltkrieg. Es gehörte dann zum Landkreis Bielitz im Regierungsbezirk Kattowitz in der Provinz Schlesien (seit 1941 Provinz Oberschlesien).
Von 1975 bis 1998 gehörte Czaniec zur Woiwodschaft Bielsko-Biała.

## Persönlichkeiten
- Oskar Pilzer (1882–1939), österreichischer Rechtsanwalt und Filmindustrieller

Aus Czaniec stammt die Familie Wojtyła, aus deren Karol Wojtyła, später der Papst Johannes Paul II., stammt.

## Verkehr
Durch Czaniec (im Nordwesten) verläuft die Staatsstraße DK 52, die Bielsko-Biała mit Kraków verbindet.